# Thank You for the Music (album)
A Thank You for the Music (A Love Collection dalok gyűjteménye) a svéd ABBA együttes 1983-ban az Egyesült Királyságban megjelent válogatásalbuma, mely az Epic kiadónál jelent meg. Az összeállítás 14 zeneszámot tartalmaz, többek között az I Have a Dream, Chiquitita, The Day Before You Came, valamint a Fernando spanyol változatát is. Ez volt az első alkalom hogy ez a változat megjelent az Egyesült Királyságban.
Az album 17. helyezett volt az Egyesült Királyság albumlistáján. Az albumból több mint 100.000 példányt értékesítettek. A Thank You for the Music című dalt 1983. novemberében jelentették meg a Super Trouper album egyik dalával, az Our Last Summer cíművel, mely a B. oldalon kapott helyet. A kislemez 33. helyezett volt a kislemezlistán.
Az album CD-n nem jelent meg.

## Az album dalai
A oldal
1. "My Love, My Life"	Andersson, Anderson, Ulvaeus	3.52
2. "I Wonder (Departure)"	Andersson, Anderson, Ulvaeus	4.38
3. "Happy New Year"	Andersson, Ulvaeus	4.23
4. "Slipping Through My Fingers"	Andersson, Ulvaeus	3.51
5. "Fernando (Spanish version)"	Andersson, Ulvaeus	4.15
6. "One Man, One Woman"	Andersson, Ulvaeus	4.35
7. "Eagle"	Andersson, Ulvaeus	5.51

B oldal
1. "I Have a Dream"	Andersson, Ulvaeus	4.44
2. "Our Last Summer"	Andersson, Ulvaeus	4.23
3. "The Day Before You Came"	Andersson, Ulvaeus	5.51
4. "Chiquitita"	Andersson, Ulvaeus	5.26
5. "Should I Laugh or Cry"	Andersson, Ulvaeus	4.26
6. "The Way Old Friends Do (Live)"	Andersson, Ulvaeus	2.53
7. "Thank You for the Music"	Andersson, Ulvaeus	3.48